# FC Tranzit
Az FC Tranzīts, teljes nevén Futbola Centrs Tranzīts Ventspils egy lett labdarúgócsapat. A klubot 2006-ban alapították, majd egészen 2009-ig a másodosztályban szerepelt, ekkor jutott fel az első osztályba.

## Jelenlegi keret
2009. március 23. szerint.
| #  |     | Poszt | Név                    |
| -- | --- | ----- | ---------------------- |
| 1  | LTU | K     | Mindaugs Malinausks    |
| 2  | LAT | V     | Kirils Mitins          |
| 3  | LAT | CS    | Edgars Kārkliņš        |
| 5  | LAT | KP    | Artūrs Zjuzins (Csk)   |
| 6  | LAT | KP    | Deniss Kuzmickis       |
| 9  | LAT | CS    | Eduards Višņakovs      |
| 10 | LAT | CS    | Pāvels Hohlovs         |
| 11 | LAT | CS    | Oļegs Malašenoks       |
| 12 | LAT | KP    | Romāns Mickevičs       |
| 14 | LAT | V     | Edgars Vērdiņš         |
| 15 | LAT | KP    | Aleksandrs Baturinskis |
| 16 | LAT | K     | Andris Zabusovs        |
| 17 | LAT | V     | Nauris Bulvītis        |
| 18 | LAT | KP    | Dmitrijs Kuzmins       |
| 19 | LAT | KP    | Vladimirs Mukins       |
| 20 | LAT | V     | Aleksejs Dimčuks       |
| 21 | LAT | V     | Vitālijs Stols         |

| #  |     | Poszt | Név                 |
| -- | --- | ----- | ------------------- |
| 22 | LAT | CS    | Vitālijs Barinovs   |
| 26 | LAT | K     | Valentīns Raļkevičs |
|    | LAT | K     | Jevgēņijs Sazonovs  |
|    | LAT | V     | Sergejs Saleiko     |
|    | LAT | KP    | Mihails Rjumšins    |
|    | LAT | CS    | Deniss Babuļs       |
|    | LAT | KP    | Daniels Calkovskis  |
|    | MDA | CS    | Jurijs Livandovši   |
|    | UKR | KP    | Roland Szolomin     |
|    | LAT | KP    | Bogdans Oniščuks    |
|    | LAT | V     | Ervīns Ziemelis     |
|    | LAT | KP    | Aleksejs Tarasovs   |
|    | LAT | KP    | Daniels Vasiļjevs   |
|    | LAT | CS    | Vladas Rimkuss      |
|    | LAT | KP    | Jurģis Pučinskis    |
|    | LAT | V     | Visvaldis Ignatāns  |
|    | LAT | ?     | Toms Aizgrāvis      |